# Viking (satelita)
Viking – pierwszy szwedzki sztuczny satelita naukowy i technologiczny.
Wystrzelony 22 lutego 1986 roku z kosmodromu Kourou w Gujanie Francuskiej jako ładunek dodatkowy rakiety Ariane 1 wynoszącej francuskiego satelitę SPOT-1. Prowadził badania magnetosfery i jonosfery: pól elektrycznych i magnetycznych, cząstek naładowanych, zórz polarnych.

## Opis misji
Viking pierwotnie miał być satelitą technologicznym, który pozwoli doskonalić wiedzę i umiejętności szwedzkich naukowców i inżynierów pracujących w sektorze kosmicznym. Z czasem misja obrała jednak profil bardziej naukowy, kontynuując badania prowadzone za pomocą rakiet sondażowych nad ziemską magnetosferą i zorzami polarnymi. Statek przyniósł dużą ilość danych naukowych obserwując pełny cykl zórz.
Projekt był prowadzony przez państwową firmę Swedish Space Corporation na zlecenie szwedzkiej agencji kosmicznej. Statek został zbudowany przez Saab Space AB z siedzibą w Linköping, a głównym podwykonawcą był Boeing, który dostarczył platformę satelity. Instrumenty naukowe zostały zbudowane przez Szwecję, Kanadę, Danię, Francję, Norwegię, USA i Republikę Federalną Niemiec. Wartość misji wyniosła około 20 milionów dolarów amerykańskich (1986). Sumę wyasygnowała Szwedzka Korporacja Kosmiczna SSC, ciało rządowe podległe Ministerstwu Przemysłu, które nadzorowało ten projekt.
Po starcie Viking poruszał się wspólnie z satelitą SPOT-1 na orbicie zbliżonej do biegunowej i przebiegającej na wysokości od 818,3 do 833,3 km. Następnie po trzech godzinach i 16 minutach po starcie został uruchomiony silnik Thiocol Star 26-C wbudowany w satelitę i wprowadził go na docelową orbitę o perygeum 800 km, apogeum 15 000 km oraz okresie obiegu 283 minuty. Nachylenie orbity pozostało bez zmian. Po zakończeniu manewru silnikowego zmniejszono prędkość wirowania z 50 do 11 obr./min.
Pracował do 12 maja 1987 roku. Planowany czas pracy wynosił 240 dni (z 80% prawdopodobieństwem).

## Budowa
źródło
Konstrukcja statku była oparta na platformie firmy Boeing Aerospace, używanej również w małych misjach NASA. Statek miał kształt płaskiego cylindra zbliżonego do niskiego ośmiobocznego ostrosłupa ściętego o wysokości o,5 m i przekątnej 2 m. Satelita został umieszczony pod zasadniczym ładunkiem, w związku z czym pełnił on rolę adaptera (łącznika między tym ładunkiem a ostatnim stopniem rakiety). Centralny rurowy rdzeń Vikinga mógł przyjąć występujące przy starcie obciążenia dynamiczne. Był stabilizowany obrotowo (3 obr./min.). Posiadał silnik Thiocol Star 26-C firmy Thiokol na paliwo stałe. Skośne ściany boczne zwartej bryły Vikinga były utworzone przez płyty ogniw słonecznych o powierzchni 2,2 metra kwadratowego, wytwarzające średnio 80 W energii. Ładowały one akumulatory NiCd o pojemności 12 Ah. Poniżej i powyżej tej bryły wystawały stożkowe anteny umieszczone na zawiasowo zamocowanych wspornikach. Cztery sztywne, łamane zawiasowo na czas startu z Ziemi maszty i cztery giętkie,drutowe (nawinięte na szpule i rozpostarte w kosmosie do rozpiętości 40 m) wysięgniki posłużyły do zamocowania czujników przyrządów naukowych. Górna powierzchnia styku z SPOT-em stanowiła replikę powierzchni znormalizowanego łącznika stosowanego do sprzęgania ładunku użytecznego z ostatnim członem Ariane. Statek przekazywał dane jedynie w czasie rzeczywistym łączem w paśmie S (2033,5 MHz) o przepustowości 49,6 kbps. Telemetria była nadawana 2,5-watowym nadajnikiem na częstotliwości 2208,163 MHz z przepustowością 54,6 kbps. Na wykorzystanie gotowych, typowych podzespołów i okazji startu z innym obiektem zdecydowano się, pragnąc obniżyć koszty. Z tego samego względu zbudowano tylko jeden egzemplarz Vikinga.

## Ładunek naukowy
- V-1 – pomiar pola elektrycznego. Przyrząd wykorzystywał cztery 40-metrowe wysięgniki przewodowe i dwa 4-metrowe wysięgniki sztywne.
- V-2 – pomiar pola magnetycznego trójosiowym magnetometrem typu „fluxgate” na dwumetrowym wysięgniku.
- V-3 – pomiary gorącej plazmy i cząstek energetycznych siedmioma różnymi czujnikami.
- V-4L – pomiar fal elektromagnetycznych niskiej częstotliwości (do 15 kHz). Wykorzystywał dwa wysięgniki przewodowe instrumentu V-1 i antenę cewkową na 2-metrowym wysięgniku sztywnym.
- V-4H – pomiar fal elektromagnetycznych wysokiej częstotliwości; wykorzystywał te same anteny co V-4L przy pomiarach fal z zakresu 10–500 kHz.
- V-5 – zobrazowanie promieniowania UV z zórz polarnych (123,5–160 nm i 134–180 nm).

## Doświadczenia
źródło
Wyboru doświadczeń dokonali uczeni szwedzcy współpracujący ze Szwedzką Korporacją Kosmiczną (SSC). Dwa eksperymenty zostały przygotowane przez kanadyjską i amerykańską placówkę naukową, zaś przy opracowaniu jednego współpracowali Duńczycy.
- Mapowanie wokółziemskiego pola elektrycznego (doświadczenie opracował Królewski Instytut Techniczny w Sztokholmie)
- Mapowanie wokółziemskiego pola magnetycznego (za pomocą magnetometrów dostarczonych przez Instytut Fizyki Stosowanej Uniwersytetu Johnsa Hopkinsa
- Pomiary przestrzennego rozkładu i energii cząstek obdarzonych ładunkami elektrycznymi (doświadczenie przygotował Szwedzki Instytut Geofizyczny z siedzibą w Kirunie)
- Badanie zjawisk falowych w polu elektromagnetycznym i w środowisku plazmowym (eksperyment opracowany przez Obserwatorium Jonosferyczne z Uppsali i Duński Instytut Badań Kosmicznych)
- Uzyskiwanie obrazów zórz polarnych w promieniowaniu ultrafioletowym (dwie kamery służące temu celowi dostarczył Uniwersytet Kanadyjski w Calgary)

Były to badania związane bezpośrednio lub pośrednio z zorzami polarnymi. Poznawaniu obszaru magnetosfery ziemskiej poświęcono już wcześniej wiele uwagi, prowadząc na przykład sondaże za pomocą rakiet wysokościowych. Choć osiągały znacznie niższe pułapy niż ten, na którym poruszał się Viking, dostarczały cennych danych porównawczych. Badania naziemne, wykonywane przez specjalnego typu radary, również wspierały cenne dane uzyskane przez satelitę.